# Ковнацкий, Давид
Давид Игор Ковнацкий (пол. Dawid Igor Kownacki; родился 14 марта 1997 года в Гожув-Велькопольски, Польша) — польский футболист, нападающий немецкого клуба «Вердер», выступающий на правах аренды за «Герту» (Берлин). Выступал за сборную Польши. Участник чемпионата мира 2018 года.

## Клубная карьера
Ковнацкий — воспитанник клубов «Гожув-Велькопольский» из своего родного города. В 2005 году он перешёл в академию «Леха». 6 декабря 2013 года в матче против краковской «Вислы» он дебютировал в польской Экстраклассе. 21 апреля 2014 года в поединке против «Погони» Давид забил свой первый гол за «Лех». В 2015 году он помог клубу выиграть чемпионат и завоевать Кубок Польши. 22 октября в матче Лиги Европы против итальянской «Фиорентины» Ковнацкий забил гол.
11 июля 2017 года итальянский клуб «Сампдория» объявил о переходе форварда. 30 сентября в матче против «Удинезе» он дебютировал в итальянской Серии A. 21 октября в поединке против «Кротоне» Давид забил свой первый гол за «Сампдорию». 31 января 2019 года подписал контракт с клубом «Фортуна» Дюссельдорф, присоединившись к нему на правах аренды. Первые два гола забил 2 марта в матче против «Шальке».
В сентябре 2019 года «Фортуна» выкупила права на футболиста и продлила соглашение с ним до 2023 года.

## В сборной
В 2017 году в составе молодёжной сборной Польши Ковнацкий принял участие в домашнем молодёжном чемпионате Европы. На турнире он сыграл в матчах против команд Швеции и Англии. В поединке против шведов Давид забил гол.
23 марта 2018 года в товарищеском матче против сборной Нигерии Ковнацкий дебютировал за сборную Польши. 12 июня в поединке против сборной Литвы он забил свой первый гол за национальную команду.
В 2018 году Ковнацкий принял участие в чемпионате мира в России. На турнире он сыграл в матчах против команд Сенегала и Колумбии.

### Голы за сборную Польши
| #   | Дата         | Место                                 | Противник | Счёт | Результат | Соревнование      |
| --- | ------------ | ------------------------------------- | --------- | ---- | --------- | ----------------- |
| 01. | 12 июня 2018 | Национальный стадион, Варшава, Польша | Литва     | 3:0  | 4:0       | Товарищеский матч |

## Достижение
«Лех»
- Чемпион Польши: 2014/15
- Обладатель Суперкубка Польши (2): 2015, 2016